# It Hurts Me Too
It Hurts Me Too ist ein Bluessong, den Tampa Red am 10. Mai 1940 in Chicago für Bluebird (Bluebird 8635) aufgenommen hat. Er zählt heute zu den Bluesstandards, die wahrscheinlich am häufigsten interpretiert wurden. Die Originalaufnahme ist ein achttaktiger Blues mittleren Tempos mit Slidegitarre. Der Song basiert auf “Things ‘Bout Comin’ My Way”, den Tampa Red 1931 aufgenommen hat (OKeh 1637).
1949 nahm Tampa Red eine Variation des Titels (“When Things Go Wrong with You” Victor 22-0035) auf, diesmal dem Chicagoblues angenähert mit Elektrogitarre und geänderten Begleitarrangement. Der Refrain “When things go wrong, so wrong with you, it hurts me too” blieb gleich, doch wurde vom Künstler der Text leicht abgeändert. Diese Version wurde das Vorbild für zukünftige Interpreten, die den Song ebenfalls mit eigenem Text unterlegten.
Der Song wurde ein Hit und erreichte die Nummer 9 der Billboard-R-&-B-Charts. Welche der beiden Versionen kommerziell erfolgreicher war, kann man nicht feststellen, da es 1940 noch keine mit den R & B Charts vergleichbare Einrichtung gab.
Von allen Coverversionen ist die von Elmore James die bekannteste und erfolgreichste. Zum ersten Mal nahm er sie 1957 für Chief (Chief 7004) auf, doch hinterließ sie keine Spuren in den Charts. In dieser Version ist der Besitzer von Chief, Mel London, als Autor angegeben. Diese Aufnahme enthält die Verse, die heute den Bluesfans am vertrautesten sind:
| You said you were hurting You almost lost your mind Now the man you love he hurts you all the time but when things go wrong go wrong with you It hurts me too | Originalversion: I can’t be happy, mama For bein’ so blue When ya keep on a-worryin’ The way you do (When things go wrong) (So wrong, wit’ you) (It hurts me, too) |

Erst die Version von 1962, die aber erst nach James Tod 1965 veröffentlicht wurde, erreichte acht Wochen lang die R-&-B-Charts mit Platz 25 als höchste Platzierung. Auch in die Popcharts kam die Single, dort erreichte sie Platz 109.

## Coverversionen
Der Song wurde häufig interpretiert. Es gibt neben der Version von Elmore James auch noch Covers von Stick McGhee und Big Bill Broonzy aus den 1940er und 1950er Jahren. Besonders gerne nahmen auch Blues- und Bluesrockgruppen und -künstler den Song auf, so zum Beispiel The Paul Butterfield Blues Band, John Mayall and the Bluesbreakers, Rory Gallagher, Eric Clapton, Canned Heat, The Moody Marsden Band und Savoy Brown.
Weitere Versionen existieren unter anderen von Bob Dylan (1970), Eric Burdon (1982), Susan Tedeschi (1998), Keb Mo (2000), Karen Dalton, Foghat, Grateful Dead, Eric Clapton, Mule, Chuck Berry, The Animals, Luther Allison, Dr. John, Marvin Gaye, John P. Hammond, Big Walter Horton, Kenny Neal, Tracy Nelson, Snooky Pryor, Angela Strehli, Hound Dog Taylor und The Rolling Stones.